# 英国特大航空
英国特大航空曾是一家英国廉价航空公司。于2008年9月12日因资不抵债而终止运营。

## 參看
- 法国特大航空
- 德国特大航空